# Олов'яна чума

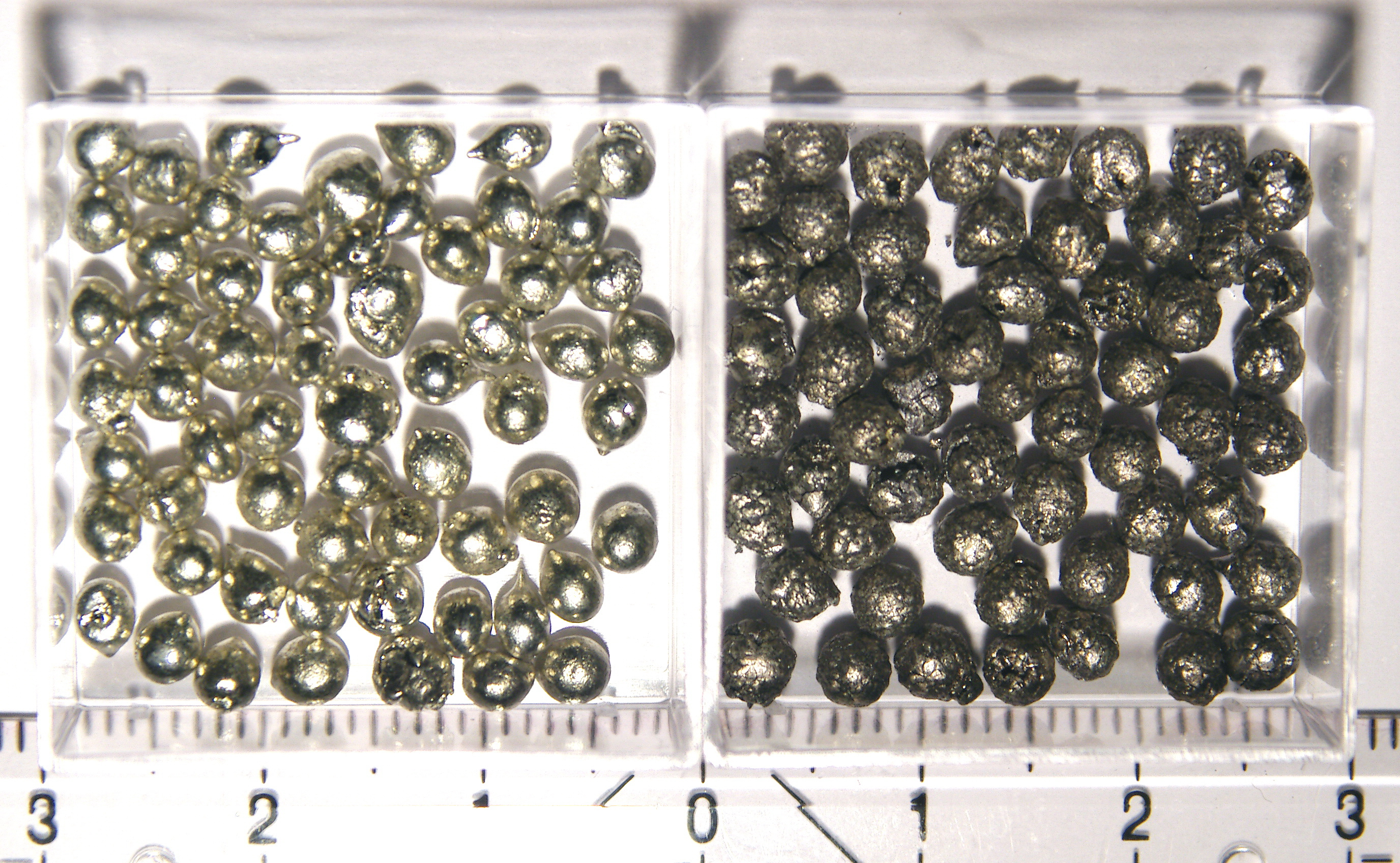
β- (ліворуч) і α-Олово (праворуч).

Олов'я́на чума́ (рос. чума оловянная, англ. tin pest) — продукт зміни олова у вигляді сірого порошку.
Олов'яна чума є результатом алотропічних перетворень олова. Перехід білого β-олова (ґратки тетрагональні, об'ємноцентровані) в сіре α-олово (ґратки алмазного типу) супроводиться зміною об'єму на 26 %. Під впливом внутрішніх напружень, що виникають при цьому, компактний метал перетворюється в порошок, який і називають «олов'яна чума». Найшвидший перехід з білого олова в сіре відбувається при -48 °C.